# Радомир Булатовић
Радомир Булатовић (1935 — 2014) био је историчар из Црне Горе.

## Биографија
Рођен је у Доњем Липову код Колашина, где је завршио основну школу. Гимназију је похађао у родном месту, Словенској Бистрици и Книну, а завршио ју је у Сарајеву. На Филозофском факултету у Сарајеву завршио је студије историје, а на Факултету политичких наука у Сарајеву 1974. године је постао магистар социологије. Године 1983. докторирао је на Филозофском факултету у Београду. Године 1992. био је приморан да се склони из Сарајева; отишао је на Цетиње и тамо постао директор Народног музеја Црне Горе. Објавио је преко 70 научних радова.